# AsciiDoc
AsciiDoc(아스키독)은 닥북 XML과 시맨틱적으로 동등하지만 플레인 텍스트 마크업 언어 변환을 사용하는 인간이 읽을 수 있는 문서 포맷이다. AsciiDoc 문서들은 어떠한 문서 편집기를 사용하여서라도 만들 수 있으며 있는 그대로 읽히며 HTML이나 독북 툴체인에 지원되는 다른 포맷(예: PDF, TeX, 유닉스, Man page, 전자책, 슬라이드 프레젠테이션 등)으로 렌더링된다. 공통 파일 확장자는 txt와 adoc이다.

## 같이 보기
- 마크다운
- 가벼운 마크업 언어